# Moreira de Sá
Fernando Moreira de Sá (Silva Escura, Maia, 12 de Agosto de 1928 – Maia, 11 de Abril de 2014) foi um ciclista português. Venceu a Volta a Portugal em 1952.

## Palmarés
- 5 vezes Campeão Regional
- Campeão Nacional em 1950
- 2º classificado na corrida Madrid - Porto
- 2º classificado na Volta a São Paulo, Brasil
- Venceu na Venezuela uma prova Clássica de 40 kms à Americana
- 1952, venceu a Volta a Portugal pelo FC Porto[3]

## Equipas
- 1953 Futebol Clube do Porto
- 1952 Futebol Clube do Porto
- 1951 Futebol Clube do Porto
- 1950 Futebol Clube do Porto
- 1949 Futebol Clube do Porto